# Titanic: Blood and Steel
Titanic: Blood and Steel é uma série de televisão de ficção histórica em 12 capítulos sobre a construção do RMS Titanic. Produzida pelo canal History Ásia, é um dos dois dramas com vasto orçamento que foram ao ar nas TVs em abril de 2012, o centenário do naufrágio; a outra série é Titanic.
Titanic: Blood and Steel estreou na Alemanha e Dinamarca em 15 de abril de 2012, na Itália em 22 de abril de 2012 e na França em dezembro de 2012. Parte das filmagens ocorreram na Sérvia, onde a série foi ao ar em 9 de setembro de 2012. No Canadá, A transmissão se iniciou em 19 de setembro de 2012, pela CBC. Foi ao nos Estados Unidos em formato de mini-série em 6 partes com dois episódios em sequência< de 8 de outubro de 2012 até 13 de outubro de 2012, pela Starz Encore.

## Enredo
A série segue a vida das pessoas que fizeram o Titanic, dos trabalhadores que o construíram até seus ricos financiadores. Dr. Mark Muir, engenheiro e metalúrgico, convence o magnata americano J.P. Morgan a contratá-lo para o projeto da maior embarcação do mundo, a construção do RMS Titanic nos estaleiros da Harland and Wolff em Belfast. Mark é, na verdade, um nativo de Belfast cujo nome verdadeiro é Marcus Malone. Agora, com um novo nome e identidade, ele tenta esconder seu passado de seus empregadores, pois ele é católico e seus empregadores, a elite protestante que governa Belfast, não gosta de católicos.
Enquanto trabalhando ali, Mark se apaixona por Sofia Silvestri, uma imigrante Italiana. Entretanto, durante a construção do Titanic, as tensões crescem entre a classe mais baixa de trabalhadores e a elite rica. Mais contratempos impedem a construção: a Harland e Wolff quer economizar custos e usar materiais mais baratos, os trabalhadores desejam formar um sindicato, o movimento feminista se acende no Reino Unido enquanto o Republicanismo irlandês e o Unionismo na Irlanda se degladiam. Mark tenta negociar com estes enquanto foge de seu passado.

## Elenco

### Personagens principais
| Ator                   | Papel                   |
| ---------------------- | ----------------------- |
| Kevin Zegers           | Mark Muir/Marcus Malone |
| Alessandra Mastronardi | Sofia Silvestri         |
| Derek Jacobi           | William Pirrie          |
| Neve Campbell          | Joanna Yaegar           |
| Ophelia Lovibond       | Kitty Carlton           |
| Billy Carter           | Thomas Andrews          |
| Branwell Donaghey      | Michael McCann          |
| Martin McCann          | Conor McCann            |
| Ian McElhinney         | Sir Henry Carlton       |
| Valentina Corti        | Violetta Silvestri      |
| Denise Gough           | Emily Hill              |
| Jonathan Harden        | Walter Hill             |
| Edoardo Leo            | Andrea Valle            |
| Gray O'Brian           | J. Bruce Ismay          |
| Michael McElhatton     | Albert Hatton           |
| Liam Cunningham        | James Larkin            |
| Chris Noth             | J. P. Morgan            |
| Massimo Ghini          | Pietro Silvestri        |
| Paul Herwig            | Florian von Altenberg   |
| Liam Carney            | Sean Malone             |

## Audiência segundo a Nielsen Ratings
Nos Estados Unidos, Titanic: Blood and Steel foi ao ar pela rede Encore, que não publica sua audiência calculada pela Nielsen Ratings com frequência. Devido à falta de reportagens publicadas, apenas audiências para alguns episódios estão disponíveis.
| Episódio | Audiência (18–49) | Telespectadores (milhões) |
| -------- | ----------------- | ------------------------- |
| 7        | 0.0               | 0.231                     |
| 8        | 0.0               | 0.229                     |
| 11       | 0.1               | 0.195                     |
| 12       | 0.1               | 0.253                     |

## Lançamentos em vídeo
A Lions Gate Entertainment lançou os 12 episódios da mini-série em DVD e Blu-ray Disc em 4 de dezembro de 2012.